# Charles I d'Albret
Charles d'Albret († el 25 d'octubre de 1415) va ser Conestable de França entre 1402 i 1411, i de nou entre 1413 i 1415. va comandar l'exèrcit francès a la batalla d'Agincourt, on va morir a mans de les forces angleses comandades pel rei Enric V.

## Biografia
Va néixer a una vella gascona, fill d'Arnaud, Senyor d'Albret i de Margarida de Borbó. De jove lluità amb Bertrand du Guesclin. El 1402 va ser nomenat Conestable de França per Carles VI, però va ser rellevat quan la facció borgonyona guanyà poder a la cort. Tornà al seu càrrec el 1413 quan la facció Armanyac tornà a guanyar poder.
Tot i que nominalment era comandant de l'exèrcit francès a la campanya d'Agincourt conjuntament amb el mariscal Boucicaut, els dos soldats professionals no podien exercir un control efectiu sobre els nobles francesos d'alt rang el dia de la batalla. El Condestable d'Albret va ser mort durant la batalla d'Agincourt el 25 d'octubre de 1415 contra les tropes numèricament inferiors angleses comandades pel rei Enric V.

## Família
Va ser el tercer marit de Maria de Sully, filla de Lluís de Sully i Isabel de Craon el 27 de gener de 1400. d'aquesta unió nasqueren:
- Joana d'Albret (1403-1433), casada el 1422 amb Joan I, comte de Foix.
- Carles II d'Albret (1407-1471), casada amb Anna d'Armanyac, filla de Bernat VII d'Armanyac, comte de Charolais i Bonna de Berry. La reina Joana III de Navarra n'era descendent.
- Guillem d'Albret, Senyor d'Orval
- Joan d'Albret
- Caterina d'Albret, casada amb Jean de Montagu, vídam de Laon i fill il·legítim de Carles V de França.

## En la cultura popular
El Condestable Charles d'Albret té un paper important a l'obra Enric V de William Shakespeare, com un dels principals enemics dels anglesos. La seva mort apareix de maneres diferents a les adaptacions cinematogràfiques de l'obra. El Condestable d'Albret va ser interpretat per Leo Genn a la versió de 1944 dirigida per Laurence Olivier; apareixent com el millor militar dels francesos, però amb una forma de menyspreu i amb una "aparença inhumana i ferotge", amb una armadura negre amb un visor en punta. És mort en combat singular amb Enric. La seva armadura negre és agafada i lluïda per Ancient Pistol.
A la  versió de 1989, dirigida per Kenneth Branagh, és interpretat per Richard Easton. La mort del condestable d'Albret és àmpliament descrita, sent rescatat mortalment ferit del camp de batalla, només per morir en una vergonya desesperada enmig d'altres aristòcrates francesos sorpresos.